# Шан сир Лајон
Шан сир Лајон (фр. Champ-sur-Layon) насеље је и општина у западној Француској у региону Лоара, у департману Мен и Лоара која припада префектури Анже.
По подацима из 2011. године у општини је живело 979 становника, а густина насељености је износила 51,02 становника/km². Општина се простире на површини од 19,19 km². Налази се на средњој надморској висини од 69 метара (максималној 92 m, а минималној 22 m).

## Демографија
| 1962. | 1968. | 1975. | 1982. | 1990. | 1999. | 2011. |
| ----- | ----- | ----- | ----- | ----- | ----- | ----- |
| 819   | 860   | 779   | 745   | 785   | 803   | 979   |

График промене броја становника у току последњих година